# Walther Stennes

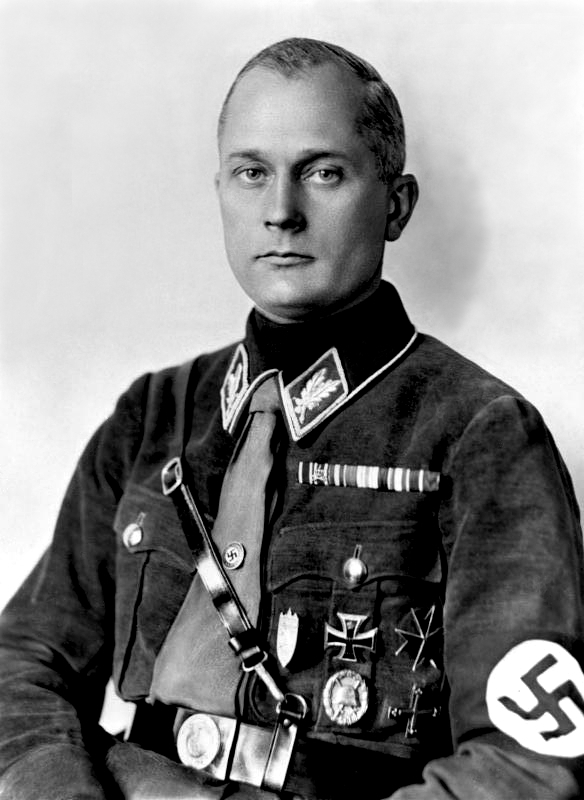
Walther Stennes

Walther Franz Maria Stennes (Fürstenberg, 12 april 1895 – Lüdenscheid, 19 mei 1983) was de leider van de Sturmabteilung van de NSDAP tijdens de opgang van het nazisme in Duitsland, maar hij viel in ongenade en moest naar Shanghai vluchten.

## Militaire opleiding
Walther Stennes was de zoon van de officier Felix Stennes. Van 10 tot 15 jaar bezocht hij de Cadettenschool op Schloss Bensberg bij Keulen. In 1910 ging hij naar de Preußische Hauptkadettenanstalt te Berlin-Lichterfelde, waar ook Hermann Göring en Gerhard Roßbach studeerden. In 1913 ging hij naar de Kriegsschule.

## Eerste Wereldoorlog
In augustus 1914 brak de Eerste Wereldoorlog uit en trok hij als luitenant met het Infanterie-Regiment „Freiherr von Sparr“ (3. Westfälisches) Nr. 16 België binnen. Op 23 augustus raakte hij gewond. Hij maakte de kerstbestanden van 1914 mee. In mei 1915 kreeg hij het IJzeren Kruis 1e klasse. In juni 1917 kreeg hij de Huisorde van Hohenzollern. In 1918 ontving hij het Kruis voor Oorlogsverdienste (Lippe), het Hanseatenkruis en het zilveren Gewondeninsigne.

## Weimarrepubliek

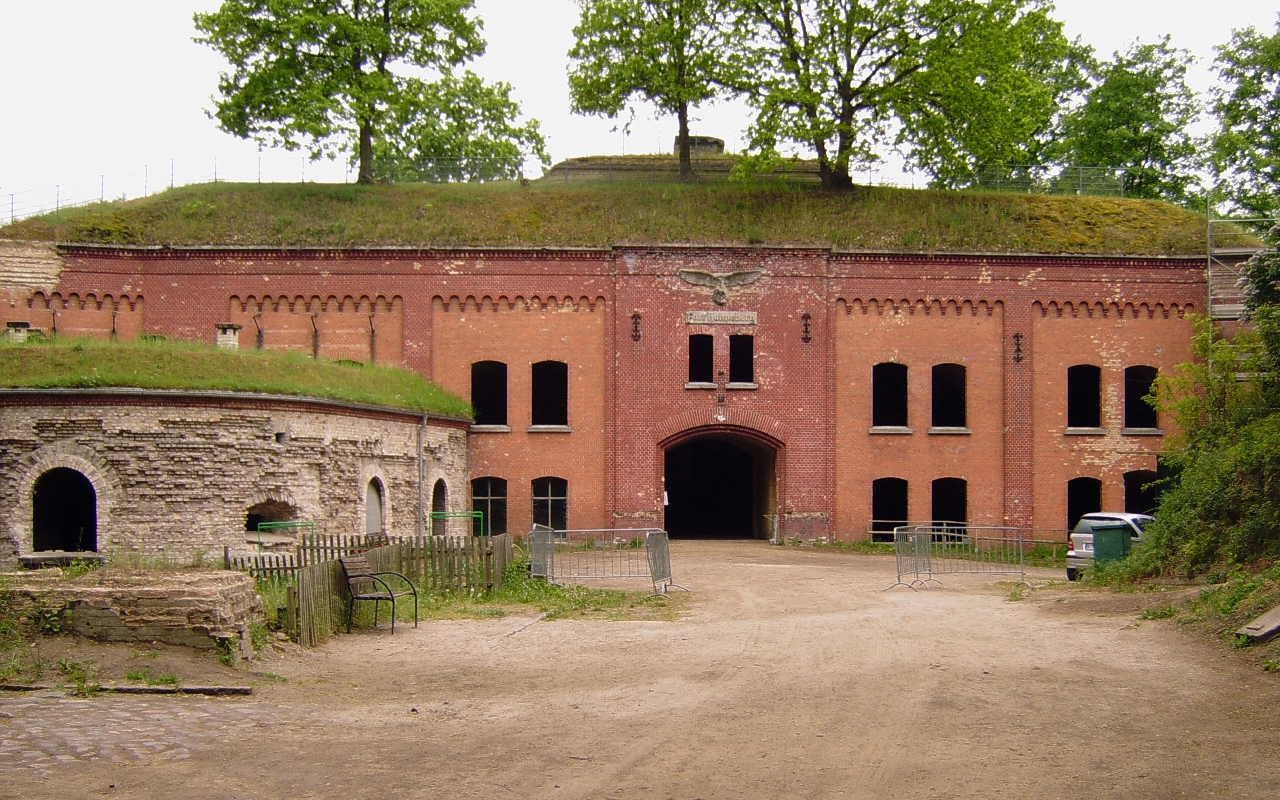
Fort Hahneberg

In december 1918 verliet Walther Stennes het leger. Hij stichtte de "Freiwillige Kompanie Stennes", een Vrijkorps, dat op Stift Varlar bij Coesfeld oefende. Daaruit ontstond het Freikorps Hacketau van 500 man. Ze sloegen betogingen en stakingen uiteen van arbeiders te Coesfeld, Dülmen, Bocholt, Münster en Düsseldorf en Hamm.
Op 19 juli 1919 ging Stennes bij de veiligheidspolitie te Berlijn. Op 1 augustus 1919 kreeg hij het bevel over 100 man die de regering moest beschermen tegen onlusten. Tijdens de Kapp-putsch in maart 1920 liep hij over naar de putschisten en liep hij samen wacht met soldaten van de Marine-Brigade Ehrhardt te Charlottenburg die de tekens van de rechtsradikale Bund nationalgesinnter Soldaten droegen. Toch werd Stennes op 12 juni 1920 bevorderd tot kapitein.
Op 22 augustus 1921 werd hem het bevel over de 100 man afgenomen. Op 1 december 1921 kreeg hij een kantoorbaan bij het commando van de afdeling. Op 1 januari 1922 ging hij bij de staf van de politie te Zehlendorf. Op 28 februari 1922 nam hij ontslag uit de politie.
In de herfst van 1922 ging Stennes bij de Schwarze Reichswehr. Hij leidde te Fort Hahneberg de militaire opleiding van nationalistische jonge mannen. In oktober 1923 nam hij deel aan de Küstriner Putsch. Hij verschanste zich met zijn zwaarbewapende mannen in Fort Hahneberg, maar de Reichswehr kon hen tot overgave dwingen.
In 1924 opende Stennes te Tempelhof een taxibedrijf, maar dat mislukte.
In 1925 en 1928 werden zonder resultaat huiszoekingen bij hem verricht, omdat hij van aanslagen tegen sociaaldemocratische politici verdacht werd.
Stennes was zowel officier van de veiligheidsdienst als tegenstander van de Weimarrepubliek. Hij had de meeste contacten van rechts. Hij werkte nauw samen met de minister van buitenlandse zaken van de weimarrepubliek Gustav Stresemann. Tegelijk was hij sinds 1920 bevriend met Waldemar Pabst. Hij onderhield ook contacten met Hanns Reinholz en Herbert von Bose, de echtgenoot van zijn nicht Thea Kühne. Via Erich Ludendorff had Stennes in 1920 ook Adolf Hitler leren kennen. In 1922 weigerde Stennes het aanbod van Hitler om de Sturmabteilung te leiden. In zijn plaats werd Hermann Göring de eerste leider van de SA.
In mei 1927 werd Stennes lid van de NSDAP. Eerst werd hij leider van de SA in Berlijn. Op 30 september 1927 werd hij Oberste SA-Führung van de SA in Oost-Duitsland. de eenheden van de SA in Berlijn, Brandenburg, Oost-Pruisen en Pommern stonden onder hem. Ook was hij plaatsvervanger van Franz Pfeffer von Salomon, de stafchef van de SA.

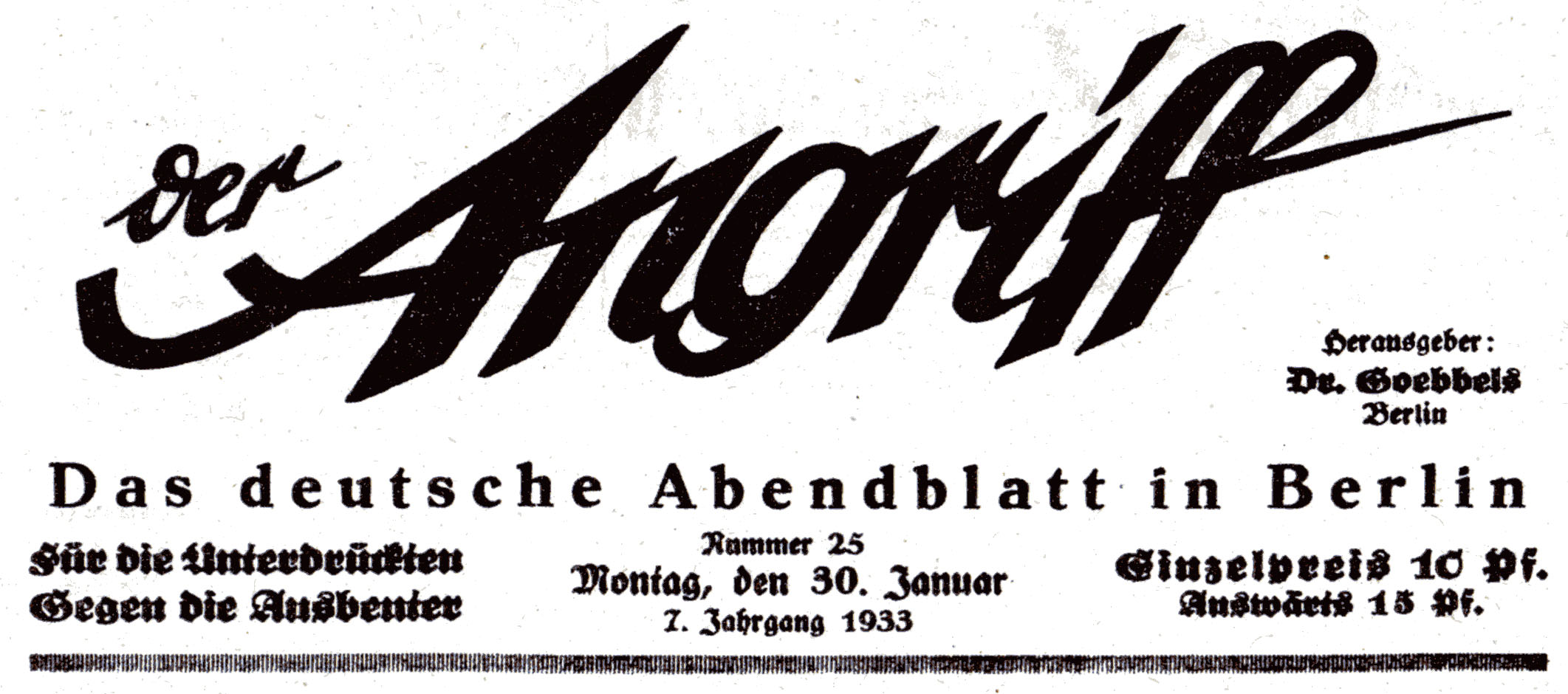
Stennes bezette tweemaal de redactie van Der Angriff

Bij de Duitse Rijksdagverkiezingen 1930 drong Stennes er tevergeefs bij Hitler aan, dat SA-leiders op verkiesbare plaatsen zouden staan, zodat de SA mee zou kunnen genieten van goedbetaalde mandaten in de Rijksdag. Stennes wilde de macht grijpen met een staatsgreep, maar sinds de mislukte Bierkellerputsch wilde Hitler alleen op legale wijze aan de macht komen. Stennes liet op 30 augustus 1930 het hoofdkwartier bezetten van de Berlijnse partijkrant Der Angriff. Zijn SA-mannen sloegen de wakers van de Schutzstaffel in elkaar. Joseph Goebbels was in Breslau en spoedde zich terug naar Berlijn. Hitler ontsloeg Pfeffer von Salomon en benoemde Ernst Röhm als stafchef van de SA. De arts Leonardo Conti van de SA te Berlijn moest Stennes in de gaten houden.
In 1931 begon Stennes de Stennes-putsch. Hitler had op 20 februari 1931 bevolen dat de SA te Berlijn de noodwet van Kabinet-Brüning I moest gehoorzamen en niet meer deelnemen aan straatgevechten. Stennes lapte dat aan zijn laars. Op 31 maart 1931 ontsloegen Hitler en Röhm Stennes uit zijn post en riepen hem naar München. Stennes liet zijn SA-mannen opnieuw het partijhoofdkwartier en de redactie van Der Angriff bezetten. Hij publiceerde zelf het nummer van 2 april van Der Angriff. De politie van Berlijn ontruimde de lokalen. Stennes hield redevoeringen waarbij hij de spilzucht van de partijbonzen en het verraad aan de socialistische principes van het 25-Punkte-Programm van de NSDAP aan de kaak stelde onder meer met "Wat is belangrijker, laarzen voor de SA of een paleis voor de partijbonzen?" Stennes kreeg maar een derde van de Berlijnse SA achter zich en Hitler liet hem afzetten. Paul Schulz, Kurt Daluege en Edmund Heines braken de macht van Stennes.
Stennes stichtte de Nationalsozialistische Kampfbewegung Deutschlands (NSKD). Stennes streed tot 1933 tegen de NSDAP. In de verkiezing van 1932 militeerde hij tegen de NSDAP. Einde 1932 bood hij rijkskanselier Kurt von Schleicher aan, om hem zijn organisatie ter beschikking te stellen in de strijd tegen de NSDAP. Stennes sprak ook met Otto Strasser en andere afvallige nazi's.

## Shanghai

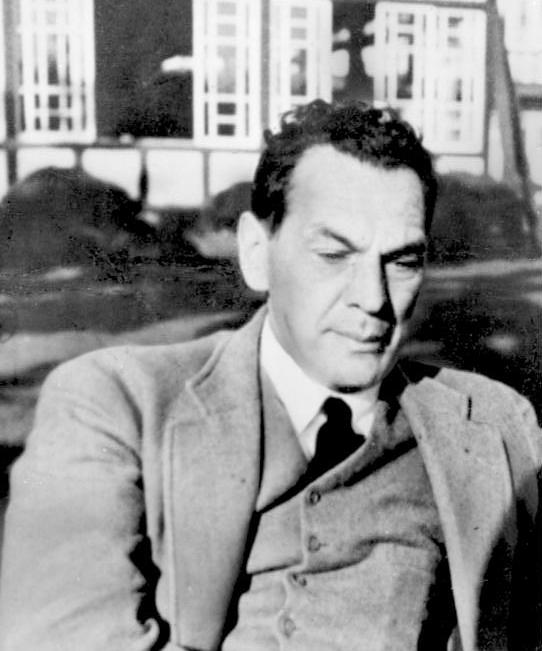
Richard Sorge lichtte Stennes in over Operatie Barbarossa.

Na de machtsovername door de NSDAP in de lente van 1933 werd Stennes vier maanden opgesloten in concentratiekamp Columbia. Door voorspraak van zijn oom, aartsbisschop kardinaal Joseph Schulte en de pauselijke nuntius werd Stennes vrijgelaten. Göring liet hem wel beloven, om Duitsland onmiddellijk te verlaten en zich niet te Zwitserland te vestigen. Stennes vluchtte over Nederland en Engeland naar China. Samen met zijn vrouw kwam Stennes op 19 november met stoomschip Ranchi aan te Shanghai.
Tot 1949 werkte Stennes als militair raadgever voor de Kwomintang van Chiang Kai-shek. Hij reorganiseerde de politie en het leger naar Pruisisch voorbeeld en leidde ook de 2000 man van de lijfwacht van Chiang Kai-shek.
Stennes was bevriend met de vertegenwoordiger van de Gestapo in Japan, Josef Meisinger. Hij vernam in 1941 van Richard Sorge dat Duitsland Operatie Barbarossa tegen de Sovjet-Unie plande. Stennes zei dit door aan Chiang Kai-shek, die het aan Zhou Enlai en zo aan Jozef Stalin doorvertelde.
Na de Tweede Chinees-Japanse Oorlog werd Stennes net niet gearresteerd. Na de Tweede Wereldoorlog vroegen de Amerikanen zijn uitlevering, omdat hij geweigerd had om nazi's in Shanghai te verklikken die met de Japanners gecollaboreerd hadden. Chiang Kai-shek redde hem, door hem te benoemen als lid van de Chinese militaire commissie.

## Latere jaren
In 1949 keerde Stennes terug naar Duitsland. Bij de verkiezingen van mei 1951 organiseerde hij de Deutsche Soziale Partei van landbouwminister Günther Gereke. Daarna trok Stennes zich terug. Hij deed een aanvraag tot erkenning als slachtoffer van de nazi's, maar het Bundesgerichtshof weigerde dat in 1957. Hij bracht zijn laatste jaren door te Brügge (Lüdenscheid) een district van Lüdenscheid.
- Gemeinsame Normdatei: 118617729
- International Standard Name Identifier: 0000 0000 1717 0824
- Virtual International Authority File: 65046986
- WorldCat: E39PBJgxrd36WXx9G8QjVJwpyd